# Alliance nationaliste corse
Pour les articles homonymes, voir ANC.
L'Alliance nationale corse (ANC) (Accolta naziunale corsa en Corse) est un parti politique qui se réclame du nationalisme corse. L'ANC est formée lorsque Pierre "Pierrot" Poggioli, alors chef du FLNC  est exclu de l'organisation ainsi que ses partisans au sein de la Cuncolta Naziunalista, en septembre 1989. Elle est dirigée par Pierre Poggioli. Elle met en avant la question sociale dans l'île, réclamant plus de justice sociale et une meilleure répartition des richesses et des bénéfices de l'économie au profit de la majorité au sein du peuple corse, refusant tous les monopoles, y compris corses.  Elle est partie prenante de la démarche du mouvement Corsica Libera créé le 1er février 2009 (1er congrès fondateur qui a entraîné la dissolution des formations qui l'ont initié). 
Sa branche armée était Resistenza. 